# Jukun
I Jukun sono un gruppo etnico dell'Africa centro-occidentale, che vive prevalentemente nella Middle Belt 
della Nigeria, negli stati di Taraba, Benue, Nassarawa, Plateau, Adamawa, Bauchi e Gombe, e in misura minore in Camerun. Parlano la lingua jukun, o jukun takum, appartenente al ramo jukunoide delle lingue Benue-Congo.
I moderni Jukun sono i discendenti del popolo di Kwararafa (o Kororofa), una federazione tribale esistita nella valle del Benue tra il XIII e il XIX secolo. Il suo stato successore, la Federazione di Wukari, è ancora oggi il principale centro di aggregazione del popolo jukun.

## Storia

### Origini
Secondo la storia documentale, i Jukun provengono dai territori situati tra i monti Mandara e il lago Ciad. La tradizione orale jukun tuttavia colloca un'origine mitica a Yemil, a est della Mecca, forse identificabile con lo Yemen, da dove sarebbero migrati guidati da un leader chiamato Agugu, che li condusse attraverso il Sudan. L'antropologo C.K. Meek ha documentato una tradizione simile, che suggerisce che i Jukun sarebbero emigrati dallo Yemen insieme al popolo Kanuri. Secondo quanto da lui riportato, viaggiarono attraverso il Wadai fino a Ngazargamu, l'ex capitale dell'impero di Kanem-Bornu. Inizialmente si stabilirono nella regione del Lago Ciad, ma in seguito si trasferirono nell'area del Benue a causa dei conflitti con il popolo Kanuri e della sovrappopolazione intorno al lago.  Questa versione trova supporto in una tradizione Bornu, come riportato da H.R. Palmer, che indica che intorno al 1250 d.C., i Kwona, una sezione dei Jukun, si erano stabiliti lungo il fiume Gongola. 
La tradizione Hausa punta invece ad un mitico progenitore chiamato Kororofa, nipote illegittimo del fondatore dei regni hausa Bayajidda, che sarebbe all'origine del popolo Jukun e il cui nome sarebbe stato dato alla capitale del loro regno. In questa versione, il paese natale dei Jukun sarebbe nella Valle del Nilo o nel Kordofan.

### Kororofa

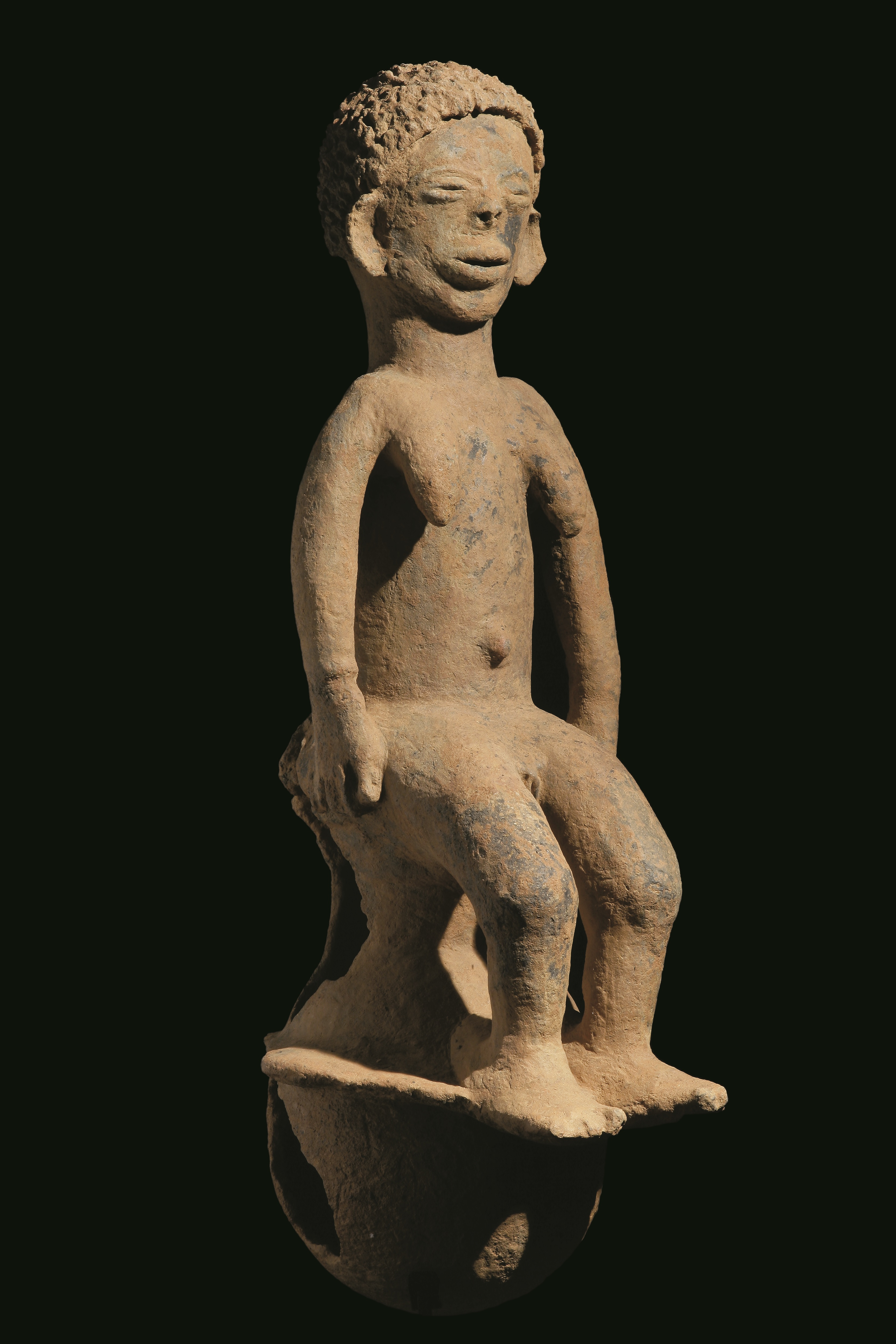
Figura femminile in terracotta della cultura Jukun, XIII-XV secolo.

Stabilitisi nella valle del fiume Benue, i Jukun formarono il potente regno di Kororofa nel XIII secolo. Nel XVIII secolo, dopo diversi alti e bassi, stabilirono la capitale del regno a Wukari. Al suo apice nel XVIII secolo, il regno jukun si estendeva dal fiume Cross al Bornu, e comprendeva le città di Zaria e Kano. Nel XIX secolo, le incursioni dei Fulani di Sokoto indebolirono il regno, che finì per cadere nelle mani del jihad Fulani nel 1804 con la presa della città di Kororofa.

### Storia recente
Durante gli anni del colonialismo, i britannici sollecitarono la sottomissione dei Tiv – un popolo che condivideva lo stesso territorio – ai Jukun, per controllare più facilmente il Paese.
Dall'indipendenza della Nigeria nel 1960, il risentimento dei Tiv ha portato a sporadici incidenti violenti tra i due gruppi. Nel 1991 uno di questi scontri, che seguì una contestata elezione municipale, diede origine ad una guerra etnica in cui i villaggi furono bruciati e migliaia di persone di entrambi i gruppi fuggirono dalla regione. Da allora sono stati fatti tentativi per riconciliare i due gruppi con l'aiuto dei governanti degli stati tradizionali. Nel 2001, i Tiv e gli Jukun si sono scontrati ancora una volta sui diritti fondiari nello stato di Taraba. I Jukun sostengono di essere gli abitanti originari e classificano i Tiv come coloni, tesi che il popolo Tiv non condivide e chiede pari diritti e maggiore rappresentanza nella vita politica.